# Maurício Meirelles
Maurício Muntoreanu Meirelles (Rio de Janeiro, 28 de novembro de 1983) é um humorista, apresentador e redator brasileiro. Foi também integrante da banda Renatinho, junto com os humoristas Tatá Werneck, Murilo Couto, Marco Gonçalves e Nil Agra, onde tocava guitarra. Possui 4 especiais de stand-up, entre eles “Levando o Caos”, disponível para mais de 190 países na Netflix.

## Carreira

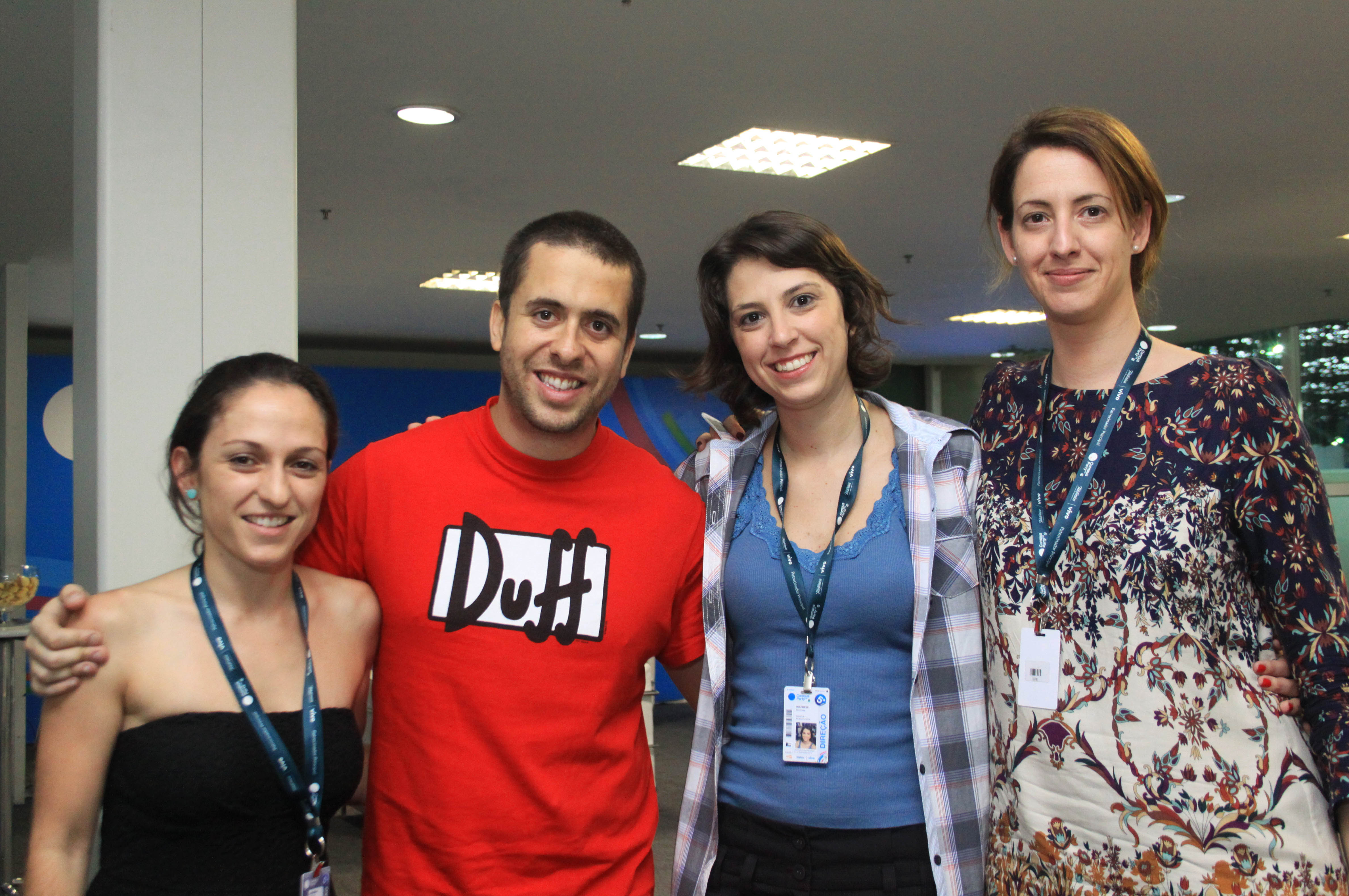
Maurício (centro) em 2012.

Em 2007, iniciou a carreira como humorista stand-up.
Em 2010, se tornou roteirista no programa Legendários na Rede Record, onde também interpretou o personagem Clóvis Cliché.
Em 2010, lançou o livro E Se o Stand-up Virasse Livro?.
Em novembro de 2011, passou a fazer parte do elenco do programa Custe o Que Custar na Rede Bandeirantes.
Como ator, já fez uma participação no filme Onde Está a Felicidade? (2011) e Internet - O Filme (2017). 
Em 2013, ele lançou seu espetáculo de comédia solo "Não Leve a Sério", disponível no Netflix. Em 2015, lançou seu segundo espetáculo de comédia solo, chamado "Perdendo Amigos", que foi vencedor do prêmio Risadaria como o melhor espetáculo de stand-up do ano. Em 2017 venceu pela segunda vez o Prêmio Risadaria como melhor stand up do país. Em 2020, venceu o Prêmio do Humor como o melhor Texto de Comédia do Brasil pelo show "Levando Caos", também disponível na Netflix.
Maurício Meirelles também se destacou no YouTube, cujo canal com seu nome possui vários quadros. Entre eles: Haters, Pornorrágico, Eliticamente Falando, Tosco Show, Era fã e o famoso Facebullying, hoje chamado Webbullying, que abrange várias redes sociais de um convidado da plateia que aceite a brincadeira. O Webbullying vem gerando uma audiência de mais de 100 milhões de visualizações. Outros quadros que vêm ganhando espaço e se tornando sucesso em seu canal no YouTube: Mautorista; T.R.A.U.M.A.S. (Todos Relatos Absurdos - Uns Mentirosos, Alguns Sinceros), que é gravado durante seus shows de stand-up onde algumas pessoas da plateia participam. "Pela Primeira Vez", que é um quadro gravado com crianças reagindo a tipos de comidas, programas, brincadeiras pela primeira vez na vida.
Em março de 2016, estreou a websérie-reality "#LasVegasReal", do grupo It Brazil, ao lado do vlogger Felipe Neto. Em janeiro de 2017, estreou a websérie-reality "#MIAMIReal" do grupo It Brazil, ao lado do vlogger Felipe Neto. 
Esteve desde abril de 2016 no Pânico na Band, com o quadro Webbullying. Em agosto, estreia na Band como apresentador e repórter do X Factor Brasil. Em julho de 2017, declarou ao jornalista Felipe Gonçalves que o CQC seria muito necessário no contexto político atual do Brasil.
Em maio de 2018, foi contratado pelo canal a cabo SporTV para apresentar, ao lado de Felipe Andreoli, o programa Zona Mista, um programa que mistura humor com futebol, durante o período da Copa do Mundo de 2018.
Desde 2018 é CEO e fundador da Agência de Criação Dromedário, criando e produzindo conteúdos para as mais variadas mídias, desde propagandas a programas de TV. 
Foi vencedor do Grand Prix em Cannes em 2018 com a estratégia de comunicação para Reclame Aqui. 
Em abril de 2020, lança seu especial de comédia “Levando o Caos” pela Netflix para mais de 190 países.
No dia 5 de março de 2021, foi anunciado a contratação de Maurício Meirelles na RedeTV! após uma brincadeira feita durante a gravação do programa Mega Senha no dia 4 de março.O humorista irá comandar um talk show semanal, cuja estreia é esperada para este primeiro semestre. Em 12 de abril de 2021, estreia o programa Foi Mau, com exibição nas noites de segunda. Em 2022, foi pras noites de terça e em fevereiro de 2023, Maurício Meirelles deixou a emissora e o programa saiu do ar.
Em 2023, estreia a peça "Web Bullying Geração Z", que percorreu 17 cidades naquele ano, totalizando 56 apresentações e mais de 50 mil espectadores durante seis meses.

## Vida pessoal
Em 3 de dezembro de 2011, se casou com Emily Borges, com quem já namorava desde 2002. Em julho de 2017, anunciou no Programa do Porchat que iria ser pai, sua esposa Emily estava grávida de um menino. Em dezembro do mesmo ano, nasceu Gabriel Borges Meirelles.

## Filmografia

### Televisão
| Periodo | Título            | Função       |
| ------- | ----------------- | ------------ |
| 2010    | Legendários       | Repórter     |
| 2010–15 | CQC               | Repórter     |
| 2016    | X Factor Brasil   | Repórter     |
| 2016    | Pré-Factor        | Apresentador |
| 2016–17 | Pânico na Band    | Repórter     |
| 2018    | Zona Mista        | Apresentador |
| 2018–19 | Vídeo Show        | Repórter     |
| 2021–23 | Foi Mau           | Apresentador |
| 2025    | Aberto ao Público | Apresentador |

### Cinema
| Ano  | Título                          | Personagem | Nota         |
| ---- | ------------------------------- | ---------- | ------------ |
| 2011 | Onde Está a Felicidade?         | Giovanni   |              |
| 2012 | O Riso dos Outros               | Ele mesmo  | Documentário |
| 2017 | Internet: O Filme               | Saulo      |              |
| 2017 | Minha Vida Não Faz Sentido      | Ele mesmo  | Documentário |
| 2020 | Levando o Caos                  | Ele mesmo  | Stand up     |
| 2020 | O Melhor Verão das Nossas Vidas | Denis      |              |
| 2023 | Tração                          | Manoel     |              |

### Internet
| Ano           | Título                     | Cargo        | Plataforma |
| ------------- | -------------------------- | ------------ | ---------- |
| 2008–presente | Maurício Meirelles         | Apresentador | YouTube    |
| 2017–presente | Mauricio Meirelles Podcast | Apresentador |            |
| 2021          | Bate Boca Brasil           | Apresentador | Metrópoles |

## Prêmios e Indicações
| Ano  | Prêmio                    | Categoria               | Resultado | Ref.   |
| ---- | ------------------------- | ----------------------- | --------- | ------ |
| 2016 | Prêmio Risadaria de Humor | Melhor Show de Stand-Up | Venceu    | [ 18 ] |
| 2017 | Prêmio Risadaria de Humor | Melhor Show de Stand-Up | Venceu    | [ 18 ] |
| 2019 | Prêmio do Humor           | Melhor Texto            | Venceu    | [ 18 ] |
| 2020 | Prêmio do Humor           | Melhor Texto            | Venceu    | [ 18 ] |

## Curiosidade
Mauricio Meirelles também é conhecido como Mick Jagger brasileiro, isso se deve a sua antiga fama de trazer azar por onde passa. Entretanto, tudo isso é uma piada criada pelo próprio Maurício em 2018, pois ele trabalhou no CQC da Band e faliu, trabalhou no Pânico na Band e o programa faliu, trabalhou por 3 meses no Vídeo Show e o programa faliu. Em 2022, o humorista foi viajar para o Qatar três dias antes do jogo Brasil x Croácia pela quartas de final da Copa do Mundo e a Seleção Brasileira perde nos pênaltis, assim reforçando mais ainda a fama de azar do humorista.